# Ctenodiscus
Famille
Genre
Ctenodiscus est un genre d'étoile de mer de l'ordre des Paxillosida, le seul de la famille des Ctenodiscidae.

## Taxinomie
Liste des espèces selon World Register of Marine Species (14 décembre 2013) :
- genre Ctenodiscus Müller & Troschel, 1842
  - Ctenodiscus australis Lütken, 1871
  - Ctenodiscus caudatus Döderlein, 1921
  - Ctenodiscus crispatus (Retzius, 1805)
  - Ctenodiscus orientalis Fisher, 1913
  - Ctenodiscus procurator Sladen, 1889

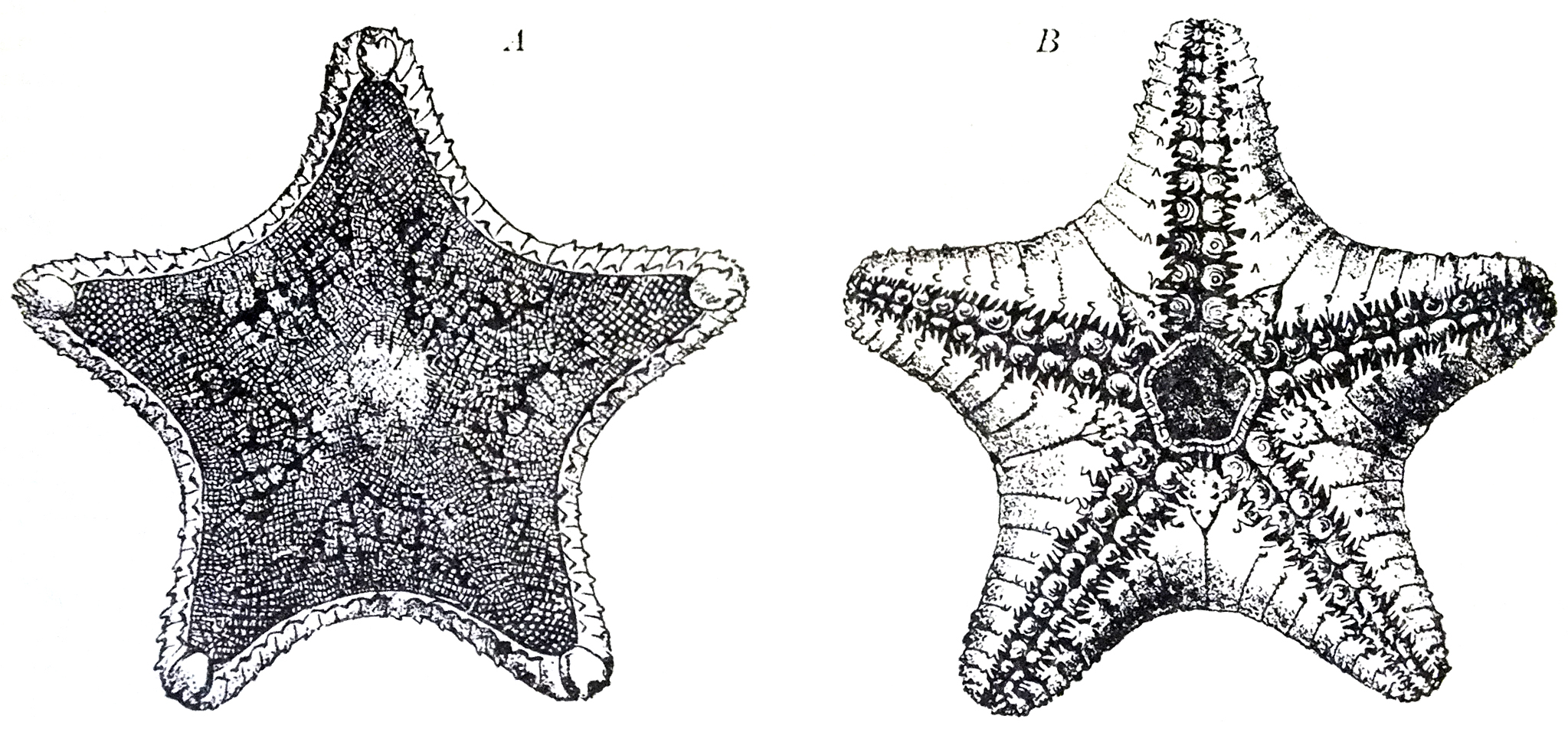
Ctenodiscus australis (deux faces)

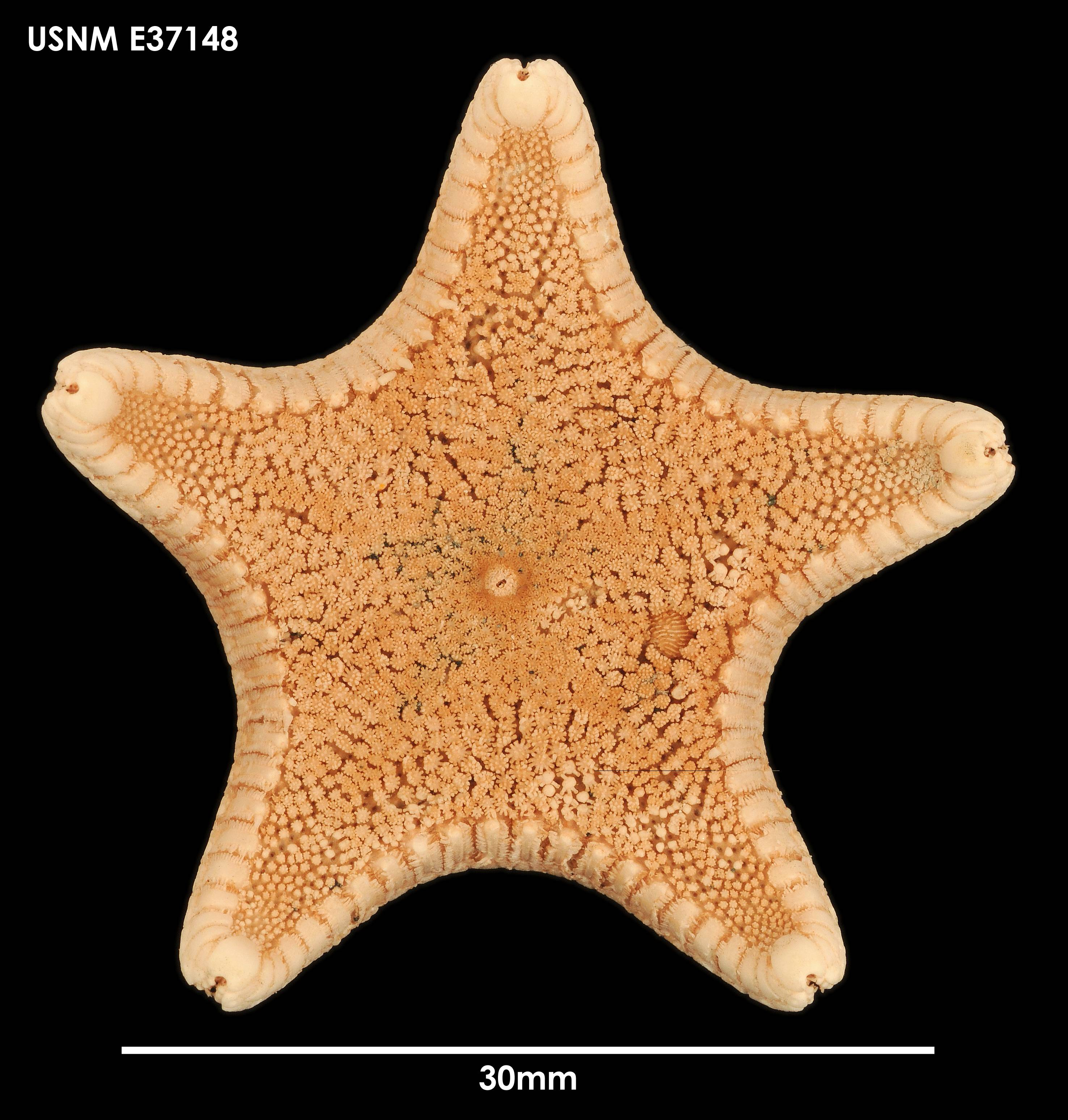
Ctenodiscus australis
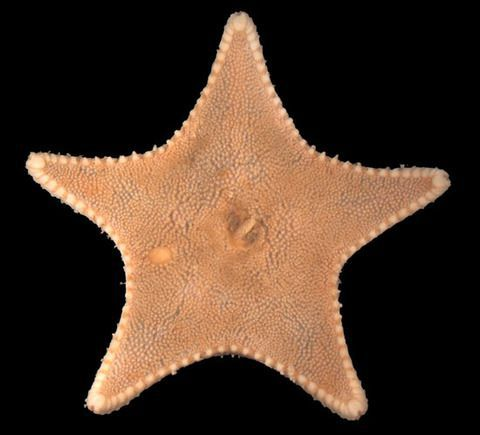
Ctenodiscus crispatus
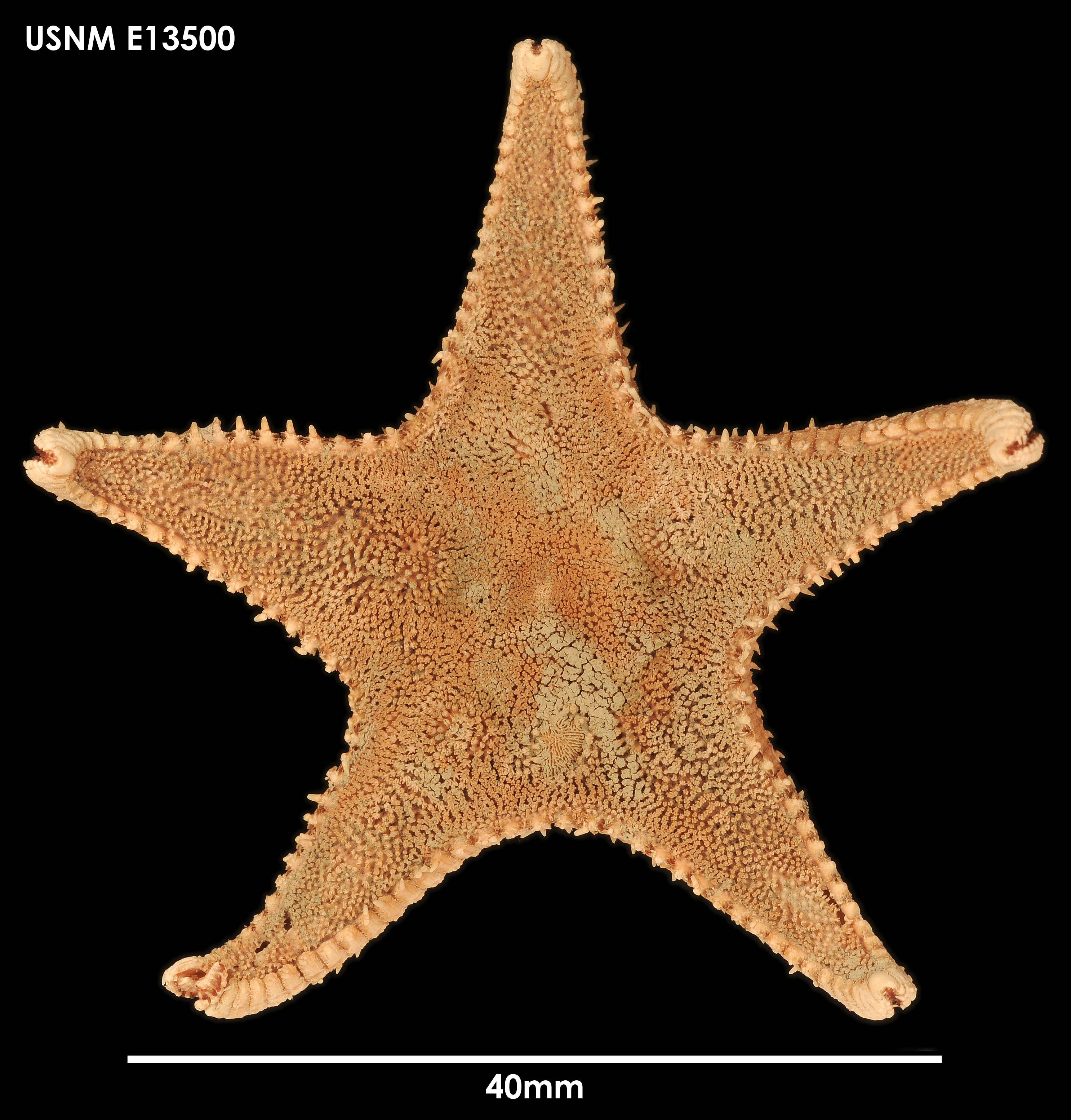
Ctenodiscus procurator